# Девлет-хатун
Девлет-хатун бинти Абдуллах (тур. Devlet Hatun, осман. دولت خاتون‎; ум. 1422) — наложница османского султана Баязида I, мать султана Мехмеда I.

## Биография
Достоверных данных о происхождении Девлет нет; неизвестны и её годы жизни. Имя Девлет-хатун не было её именем от рождения, она получила его, войдя в гарем сына султана. Девлет означает «государство», так часто называли женщин султанов. Предположительно, Девлет была новообращённой — рабыней или местной христианкой. В гарем Баязида она попала до 1387 года, поскольку примерно в 1387 году она родила сына Мехмеда I. В правление сына носила титул, равный появившемуся позже титулу валиде-султан. Девлет была похоронена в Бурсе.